# Ойкас-Кібеки
Ойка́с-Кібе́ки (рос. Ойкас-Кибеки, чув. Уйкас Кипек) — присілок у складі Вурнарського району Чувашії, Росія. Входить до складу Ойкас-Кібецького сільського поселення.
Населення — 380 осіб (2010; 485 у 2002).
Національний склад:
- чуваші — 100 %